# Wyrębów (województwo łódzkie)
Wyrębów – wieś w Polsce położona w województwie łódzkim, w powiecie poddębickim, w gminie Zadzim.
| SIMC    | Nazwa    | Rodzaj    |
| ------- | -------- | --------- |
| 0720326 | Pod Góry | część wsi |

wieś jest siedziba sołectwa Wyrębów.

## Historia
Słownik Geograficzny:
Wyrębów, wieś i folwark, pow. sieradzki, gm. Wierzchy, par. Bałdrzychów, odl. od Sieradza 34 km, ma 9 domów, 75 mieszkańców W r. 1827 było 7 domów, 77 mieszkańców, Folwark Wyrębów w r. 1878 rozległość mórg 278: grunty or. i ogrody mórg 268, łąk mórg 2, nieużytków mr. 8; budynki drewniane 14. Wieś Wyrębów osad 17, mórg 49.
Spis 1925:
Wyrębów, wieś i kolonia, pow. sieradzki, gm. Wierzchy. Budynki z przeznaczeniem mieszkalne wieś 12, kolonia 16. Ludność ogółem: wieś 59, kolonia 93. Mężczyzn wieś 30, kol. 49, kobiet wieś 29, kol. 44. Ludność wyznania rzymskokatolickiego wieś 59, kolonia 93. Podało narodowość: polską wieś 59, kolonia 93.
W latach 1975–1998 miejscowość administracyjnie należała do województwa sieradzkiego.